# Escut de Vallgorguina

Escut oficial de Vallgorguina

L'escut oficial de Vallgorguina té el següent blasonament:
Escut caironat: d'atzur, un sautor ple d'argent; ressaltant sobre el tot un escussó de sable amb un mont floronat d'argent. Per timbre, una corona mural de poble.

## Història
Va ser aprovat el 26 de març de 1991 i publicat al DOGC el 15 d'abril del mateix mes amb el número 1430.
El sautor o creu de Sant Andreu és l'atribut del patró de la localitat. Al centre s'hi veuen les armes parlants dels barons de Montclús, senyors del poble.